# Moisiej Ginzburg
Moisiej Jakowlewicz Ginzburg, ros. Моисей Яковлевич Гинзбург (ur. 23 maja?/4 czerwca 1892 w Mińsku, zm. 7 stycznia 1946 w Moskwie) – radziecki architekt, zaliczany do przedstawicieli konstruktywizmu, znany głównie jako twórca (wraz z Ignatijem Milinisem) budynku Narkomfinu w Moskwie (1930). 
Narkomfin, budynek dla pracowników Narodowego Komisariatu Finansów, był pierwszym awangardowym, modernistycznym blokiem mieszkalnym w ZSRR o wysokim standardzie, wyposażonym w dwupoziomowe i dwustronne mieszkania oraz dwupoziomowy taras widokowy na dachu. Duża ilość przestrzeni wspólnych takich jak biblioteka i sala gimnastyczna. Apartamentowiec unosi się w powietrzu nad ziemią na smukłych, antropomorficznych słupach z żelazobetonu (fr. pilotis). Budynek odwiedził Le Corbusier. Po latach dewastacji został wyremontowany przez Aleksieja Ginzburga, wnuka architekta w 2020.